# Ta Phou (gmina)
Ta Phou – gmina (khum) w północno-zachodniej Kambodży, w zachodniej części prowincji Bântéay Méanchey, w dystrykcie Svay Chék. Stanowi jedną z 8 gmin dystryktu.

## Miejscowości
Na obszarze gminy położonych jest 11 miejscowości:
- Ta Phou
- Pongro
- Ta Srei
- Prech Kei
- Kouk Kei
- Khmoas
- Thmei
- Baray
- Phchoek
- Prech Tboung
- Bantoat Baoh